# 유전적 성적 이끌림
유전적 성적 이끌림(Genetic sexual attraction, GSA)은 형제자매나 사촌, 재종 형제자매, 또는 부모와 자식 같은 근친 간에 어른이 된 후 처음 만나게 되면서 상대방에게 성적으로 큰 매력을 느끼는 현상을 일컫는 용어이다.

## 역사
유전적 성적 이끌림이라는 용어는 1980년대 미국에서 처음 등장했는데, 입양아들과 그들의 친척들을 서로 연결해 주는 미국 시카고의 ‘입양의 진실 추적자(Truth Seekers In Adoption)’라는 지원단체의 설립자인 바바라 고뇨가 처음으로 이 단어를 언급하였다.
유전적 성적 이끌림은 어른, 특히 입양된 후 어른이 되어서 다시 근친을 만나는 경우에 발생하는 것으로 추정된다. 비록 일반적인 현상이 아니라 굉장히 드문 경우이기는 하지만, 최근 수년간 입양 등의 이유로 어린 시절 서로 떨어져 지내다가 재회한 근친 가운데 이러한 영향을 받는 이가 적지 않다고 한다. 만약 성적 관계를 맺을 경우, 이는 곧 근친상간으로 간주되기 때문에 당사자인 본인들뿐만 아니라 다른 가족들에게도 큰 고통을 안겨주게 된다.
유전적 성적 이끌림은 어린 시절부터 함께 자란 가족 사이에 생기는 경우는 극히 희박하다. 이는 시간이 흐르면서 성적 매력에 대한 민감도가 줄어드는 웨스트마크 효과로 알려진 반전된 성적 각인으로 인한 것이다. 이러한 효과는 근친상간을 방지하기 위해 진화된 결과로 여겨진다.

## 사례
독일에서 친남매가 헤어져 자랐다가 어른으로 만나 근친상간을 해 오빠는 형무소로 보내졌고, 남매 사이에 태어난 막내를 제외한 아이 셋은 모두 위탁가정에 맡겨졌다. 남매는 독일 연방 헌법재판소에 근친상간 금지조항을 폐기해달라고 항소했다.
영국에서는 2010년 21년 만에 다시 만난 남매가 사랑에 빠져 최근 성관계를 하지 않는 조건으로 동거를 시작해 근친상간죄 실효성 논란이 불거지기도 했으며, 태어나자마자 버려진 뒤 25년 만에 친아버지를 만난 영국인 여성이 친아버지와 부적절한 관계를 맺다가 발각돼 징역형을 선고받은 사례도 보고되었다.

## 같이 보기
- 동류교배